# Экономическое
Экономи́ческое — село в Крымском районе Краснодарского края.
Входит в состав Киевского сельского поселения.

## Население
| 1999 | 2002  | 2010  |
| ---- | ----- | ----- |
| 1703 | ↘1591 | ↘1555 |

## Улицы
| - ул. Гвардейская, - ул. Героев, - ул. Заречная, - ул. Коммунистическая, - ул. Кубанская, - ул. Мира, | - ул. Молодёжная, - ул. Октябрьская, - ул. Победы, - ул. Полевая, - ул. Полковая, - ул. Почтовая, | - ул. Садовая, - ул. Спортивная, - ул. Степная, - ул. Фадеева, - ул. Школьная, - ул. Шоссейная. |